# Liga Antidifamação
Liga Antidifamação (ADL; anteriormente conhecida como a Liga Antidifamação da B'nai B'rith) é uma organização não governamental judaica internacional com sede nos Estados Unidos. Descrevendo-se como "agência de direitos civis/relações humanas da nação", a ONG afirma que "luta contra o antissemitismo e todas as formas de intolerância, defende os ideais democráticos e protege os direitos civis para todos" e afirma fazer isso através da "informação, educação, legislação e defesa".

## História
Fundada em outubro de 1913 por Ordem Independente da B'nai B'rith, um clube de serviço judaico dos Estados Unidos, sua missão original era "parar, sob o argumento de razão e consciência e, se necessário, por meio de apelos à lei, a difamação do povo judeu. Seu objetivo final é assegurar a justiça e o tratamento justo a todos os cidadãos iguais e colocar um fim para sempre à discriminação injusta e desleal contra e ridicularização de qualquer seita ou grupo de cidadãos." A Liga tem 29 escritórios nos Estados Unidos e três escritórios em outros países, mas sua sede está em Nova York. Desde 1987, Abraham Foxman foi o diretor nacional nos Estados Unidos. Em novembro 2014 era anunciado que Jonathan Greenblatt será o novo diretor nacional nos Estados Unidos. O presidente nacional nos Estados Unidos é Marvin D. Nathan.